# Picea omorika
Picea omorika  é uma espécie de conífera da família Pinaceae, nativa dos Balcãs, especialmente da Sérvia ocidental e leste de Bósnia e Herzegovina.  É uma árvore usada em jardinagem.